# Discospermum abnorme
Discospermum abnorme là một loài thực vật có hoa trong họ Thiến thảo. Loài này được (Korth.) S.J.Ali & Robbr. mô tả khoa học đầu tiên năm 1991.